# 린다 커즐라우스키
린다 커즐라우스키(영어: Linda Kozlowski, 1958년 1월 7일 ~ )는 미국의 전 배우이다.

## 출연 작품
- 크로커다일 던디 3 (2001)
- 저주받은 도시 (1995)
- 여탐정 케리 (1994)
- 이웃 (1993)
- 천사가 된 사나이 (1990)
- 크로커다일 던디 2 (1988)
- 대통령을 만드는 사람들 (1988)
- 크로커다일 던디 (1986)
- 더스틴 호프만의 세일즈맨의 죽음 (1985)